# Милош Хаџић
Милош Хаџић (Орах, срез Шавник, 14. јули 1921 - Нови Сад, 9. јануар 1989) био је културни и политички радник. Хаџић је био управник Српског народног позоришта у периоду од 1958. до 1979. године и тај период се сматра „златним добом СНП-а“.

## Биографија
Непосредно по рођењу, заједно са оцем Стеваном и мајком Јованом, рођ. Ђук, сели се из Црне Горе у Војку, где се породица трајно настањује.
Супруга му је била глумица СНП-а Јелица Бјели. Хаџић је умро 1989. године у Новом Саду и сахрањен је на новосадском Градском гробљу.

###### Образовање
- 1932. завршава основну школу у Војки;
- 1940. завршава гимназију у Земуну;
- 1941. завршава пети разред учитељске школе у Београду и
- 1955. је апсолвирао југословенску књижевност и српско-хрватски језик на Филозофском факултету у Београду.[1]

###### Ратно доба
Током Другог светског рата, од 1941. учествује у НОП-у. Био је секретар партијске ћелије у Војки, илегалац у Београду, партизански учитељ и секретар Српског комитета КПЈ за Сремске Карловце.

###### Културни радник
- 1947—1948. био је главни уредник Слободне Војводине;
- 1948-1949. био је секретар Савеза културно-просветних друштава АП Војводине;
- 1950. био је повереник за културу ГНОО за Војводину.
- 1953—1955. био је секретар Матице српске и члан Правописне комисије Новосадског договора о језику (1954);
- Био је један од утемељивача Стеријиног позорја (1956) и дугогодишњи члан његових управних органа;
- 1953-1957. био је покрајински секретар за образовање, науку и културу у Извршном већу Војводине;
- 1957-1958. био је директор Радио Београда;
- 1958-1979. био је управник Српског народног позоришта у Новом Саду;
- 1979-1983. је радио као саветник председника скупштине САПВ и био је члан покрајинског комитета КПЈ.

## Српско народно позориште
Милош Хаџић је после Антонија Хаџића, свог далеког претходника и презимењака, био управник СНП-а са најдужим стажом (21 годину).
У потпуности је био посвећен Позоришту и својом богато развијеном општом културом као и урођеним инстинктом за уметност, својим дубоким познавањем сценског стваралачког поступка и веровањем у трајну ефикасност квалитетног позоришног дела на свест и живот публике, доприносио је одржавању високог нивоа театарске праксе у матичној кући, али и шире.

###### Репертоар
Репертоарска политика Милоша Хаџића базирала се на најквалитетнијим позоришним домаћим и страним делима те је Српско народно позориште довела до процвата, односно, поставила га у први ред позоришних кућа у земљи, не само по старини и традицији, већ управо и по квалитету садржаја које је изнедрило из себе.
О тој репертоарској политици сведочи и Дара Чаленић која је у то време била млада глумица:
Играо се врхунски домаћи и страни репертоар, тако да смо ми млади глумци учили на правим текстовима. Играо се Стерија Поповић, Иво Војновић, Радоје Домановић, Бранислав Нушић, Ђорђе Лебовић и други, а од страних Шекспир, Шилер, Достојевски, Лорка и Сартр.
Што се тиче Драме, која је била тематски ужа област Милоша Хаџића, залагао се да се да се на репертоар редовно уводе нова, тј. прва извођења домаћих савремених драмских писаца, па чак и по цену повремених театарских бродолома. На тај начин је Позориште почело да се пробија новим путем, што је било прихваћено и у Позоришту, али и у јавности. Оваквом оријентацијом уобличавала се у СНП-у и суштинска програмско-репертоарска концепција будућег Стеријиног позорја.
Трагањем за аутентичним вредностима наше литературе дошло се до тога да се на сцени СНП-а приказују представе: Страдија Радоја Домановића, Песма Оскара Давича, Избирачица Косте Трифковића, Пера Сегединац Лазе Костића, Кристифор Колумбо Мирослава Крлеже, Халелуја Ђорђа Лебовића, Викторија Ђорђа Лебовића, Фамилија Софронија А. Кирића Јакова Игњатовића, Трактат о слушкињама Богдана Чиплића, Село Сакуле, а у Банату Зорана Петровића, Награжденије и наказаније Јоакима Вујића, Лажа и паралажа, Кир Јања и Покондирена тиква Јована Стерије Поповића идт.

###### Високи стандарди
Пред позоришне ствараоце је Милош Хаџић постављао високе захтеве, али их је и подстицао у напорима за постизањем великих резултата. Био је строг, принципијелан и поуздан оцењивач радних и уметничких домета, градио је и изградио критеријуме вредновања који су прелазили окриље матичне куће и постајали део мњења и делања многих посленика театра.
Често се, а нарочито у тренуцима када би будућа представа почела да „тоне ” на генералним пробама, активно мешао у рад редитеља. Истанчаног уха за сваки погрешан акценат одаслат са сцене, развијеног осећаја за (не)искреност у интерпретирању улоге, беспоговорно је инсистирао на унутрашњој основи као покрићу изреченог, на истини, искрености и непосредности изговореног. Бескомпромисно је критикаовао када је било потребно, и мирно пратио рад запослених када је било све у реду.
За време мандата Милоша Хаџића на месту управника СНП-а, Драма СНП се сврстала по броју учешћа и освојених награда на Стеријином позорју, међу најуспешније југословенске драмске ансамбле. У том периоду је чак осамнаест представа учествовало на Југословенским позоришним играма, освојивши чак двадесет и једну Стеријину награду. Правим потезима и добрим иницијативама Милоша Хаџића, глас о квалитетном раду и наступу Српског народног позоришта далеко се чуо. Гостовања СНП-а протезала су се од најскривенијих места у Војводини до великих позоришних центара широм Европе па и даље (Совјетског Савеза, Пољске, Мађарске, Чехословачке, Румуније, Холандије, Бугарске, Луксембурга, Белгије, Египта), а добро осмишљеним репертоаром су достојно презентовали југословенску сценско-музичку уметност.

## Награде и признања
- Орден за храброст, Орден рада II и I реда, Орден братства и јединства II реда, Орден заслуга за народ III реда;
- Октобарска награда Града Новог Сада;
- Златна медаља „Јован Ђорђевић“;
- Награда „Партизански учитељ“;
- Повеља са Стеријином златном медаљом и Стеријином значком и специјалне Стеријине награде за нарочите заслуге на унапређењу југословенске позоришне уметности и културе;
- На предлог лингвисте Михаила Стевановића, марта 1983. проглашен је за почасног члана Матице српске (уз академике Павла Симића, Младена Лесковца, Владимира Капора и Бошка Петровића).
- Пролаз између Његошеве улице и Успенске цркве у Новом Саду, где се налази и службени улаз СНП-а, од 27. марта 1993, носи име Пролаз Милоша Хаџића.[6]
- Српско народно позориште је 1999. издало монографију Милош Хаџић
- Поводом 150. годишњице СНП-а, на Дан СНП-а 28. марта 2012, у првом фоајеу у приземљу откривена је његова биста (рад вајара Стевана Филиповића).